# Кубок Италии по волейболу среди мужчин
Кубок Италии по волейболу среди мужчин — ежегодное соревнование мужских волейбольных команд Италии. Проводится с 1979 года. Является вторым по значимости волейбольным турниром страны после чемпионата Италии.

## Формула соревнований
В розыгрыше Кубка Италии принимают участие 8 лучших команд серии А1 по результатам первого круга чемпионата Италии. Турнир проходит по системе плей-офф.
В четвертьфинале команды делятся на пары согласно мест, занятых в ходе первого круга чемпионата (1-я играет с 8-й, 2-я с 7-й и так далее). В парах команды играют по одному разу на полях команд, занявших более высокие места. Победители матчей выходят в финальный турнир, который проводится в одном городе в формате финала четырёх (полуфиналы и финал). 

## Победители
| - 1979 «Панини» Модена - 1980 «Панини» Модена (2) - 1981 «Сассуоло» - 1982 «Сантал» Парма - 1983 «Сантал» Парма (2) - 1984 «Бартолини» Болонья - 1985 «Панини» Модена (3) - 1986 «Панини» Модена (4) - 1987 «Сантал» Парма (3) - 1988 «Панини» Модена (5) - 1989 «Панини» Модена (6) - 1990 «Максиконо» Парма (4) - 1991 «Мессаджеро» Равенна - 1992 «Максиконо» Парма (5) - 1993 «Сислей» Тревизо - 1994 «Дайтона» Модена (7) - 1995 «Дайтона» Модена (8) - 1996 «Кунео» - 1997 «Каза» Модена (9) - 1998 «Каза» Модена (10) - 1999 «Кунео» (2) - 2000 «Сислей» Тревизо (2) - 2001 «Лубе Банка Марке» Мачерата - 2002 «Кунео» (3) | - 2003 «Лубе Банка Марке» Мачерата (2) - 2004 «Сислей» Тревизо (3) - 2005 «Сислей» Тревизо (4) - 2006 «Кунео» (4) - 2007 «Сислей» Тревизо (5) - 2008 «Лубе Банка Марке» Мачерата (3) - 2009 «Лубе Банка Марке» Мачерата (4) - 2010 «Трентино» Тренто - 2011 «Кунео» (5) - 2012 «Трентино» Тренто (2) - 2013 «Трентино» Тренто (3) - 2014 «Копра» Пьяченца - 2015 «Модена» (11) - 2016 «Модена» (12) - 2017 «Кучине-Лубе» Чивитанова-Марке (5) (бывшая «Мачерата») - 2018 «Сир Сафети» Перуджа - 2019 «Сир Сафети» Перуджа (2) - 2020 «Кучине-Лубе» Чивитанова-Марке (6) - 2021 «Кучине-Лубе» Чивитанова-Марке (7) - 2022 «Сир Сафети» Перуджа (3) - 2023 «Пьяченца» Пьяченца (2) - 2024 «Сир Сафети» Перуджа (4) - 2025 «Кучине-Лубе» Чивитанова-Марке (8) |